# Wicotec Kirkebjerg
Wicotec Kirkebjerg A/S er en landsdækkende dansk teknikentreprenør og servicepartner, som er et datterselskab til Per Aarsleff Holding. Virksomheden har 1300 ansatte og hovedkvarter i Taastrup. Deres årsomsætning var i 2023 på ca. 2 mia. danske kroner. Historie begyndte i 1950, hvor Kirkebjerg A/S bliver stiftet, mens stiftelsen af Wicotec A/S sker i 1984, hvorefter sammenlægningen af disse to virksomheder finder sted i 2012. Wicotec har været en del af Per Aarsleff-koncernen siden 1997.